# 파워배틀 와치카 미니카 배틀리그: 불꽃의 질주
"파워배틀 와치카 미니카 배틀리그: 불꽃의 질주"는 2016년에 개봉한 대한민국의 영화이다.

## 성우진
- 엄상현 : 지노 역
- 전태열 : 로이 / 총수 역
- 정영웅 : 마루 / 맥 역
- 정혜원 : 아리 역
- 신용우 : 카이 / 한스 / 쿠리 역
- 배진홍 : 토리 / 메이 역
- 남도형 : 캐스터 / 슈미트 역
- 이민규 : 브레이킹 역
- 홍소영 : 하니 역